# Eucyclops linderi
Eucyclops linderi – gatunek widłonoga z rodziny Cyclopidae. Nazwa naukowa gatunku została po raz pierwszy opublikowana w 1948 roku przez szwedzkiego zoologa Knuta Lindberga.